# August von Kanitz
August Wilhelm Karl comte von Kanitz (né le 29 octobre 1783 à Podangen et mort le 22 mai 1852 à Potsdam) est un lieutenant général prussien et du 26 avril au 16 juin 1848 ministre de la Guerre dans le gouvernement de Camphausen-Hansemann (mars).

## Biographie

### Origine
August est issu de la lignée prussienne de la famille noble de Kanitz (de). Il est le troisième des cinq fils de Carl Wilhelm Alexander von Kanitz (1745-1824), seigneur de Podangen, Maulfritzen, Wickerau, Paulken, Carneyen, Wilknitt, Lichtenfeld, Arnau, Pluttwinnen et Mednicken (de), et son épouse Sophia Louise Antoinette, née von Massow (1752-1805).

### Carrière militaire
Kanitz rejoint le 1er régiment d'infanterie "comte Kunheim" de l'armée prussienne à la mi-mai 1798 en tant que caporal privé et devient enseigne un an plus tard. En juin 1801, il est promu sous-lieutenant. En 1806, Kanitz participe aux batailles d'Iéna et de Lübeck. Après la défaite et l'effondrement de l'État prussien, Kanitz est d'abord placé en inactivité et n'est commissionné dans le régiment de la garde à pied que le 18 novembre 1809. En 1810, il est promu premier lieutenant et en 1811 capitaine d'état-major. En 1812, il reçoit l'ordre Pour le Mérite. Il est blessé à la bataille de Lützen le 2 mai 1813. En 1813, il est nommé major. Deux ans plus tard, Kanitz est détaché pour servir d'adjudant d'aile du roi Frédéric-Guillaume III détaché et est promu lieutenant-colonel en 1819. Le 6 avril 1822, tout en conservant son poste d'adjudant de l'aile du roi, il prend le commandement du 9e régiment de grenadiers stationné à Stettin. En 1825, il est promu colonel. À partir de 1832, Kanitz est commandant de la 1re brigade de la Landwehr, à partir de 1840 de la 1re division d'infanterie à Königsberg et du 2 décembre 1841 au 12 avril 1848 de la 15e division d'infanterie à Cologne. En même temps, il est nommé commandant intérimaire de la ville de Cologne. Promu lieutenant général en 1843, il devient général commandant intérimaire du 8e corps d'armée le 5 avril 1848.
Le 27 avril 1848, Kanitz reçoit le poste de ministre de la Guerre. Lors de la formation du ministère prussien en mars pour le poste de ministre de la Guerre  en 1848, Ludolf Camphausen avait initialement prévu que le colonel Hans Adolf Erdmann von Auerswald, considéré comme libéral, succède à Karl von Reyher, en poste depuis peu, au poste de ministre de la Guerre. Lors de l'épreuve de force pour le droit de regard sur les affaires militaires, le roi Frédéric-Guillaume IV refuse cependant de donner son accord et fait passer son candidat, le comte August von Kanitz qu'il est en termes amicaux depuis les années 1830. « Le ministère d'État n'a ni la demande ni la commission de ma part », s'est auparavant indigné le roi par lettre à Camphausen Lorsque le ministère de Camphausen-Hansemann échoue à la suite de l'assaut de l'arsenal de Berlin du 14 juin 1848, Camphausen et plusieurs autres membres du cabinet, dont Kanitz, démissionnent. Ce dernier, après sa démission le 16 juin 1848, est remplacé le 25 juin 1848 par le général Ludwig Roth von Schreckenstein, qui démissionne cependant à son tour dès septembre 1848, ainsi que l'ensemble du ministère successeur d'Auerswald.
Kanitz est un franc-maçon et appartient à la Grande Loge Mère Nationale « Aux Trois Mondes » à Berlin.
Le fort no 10 de l'anneau de la forteresse de Königsberg, construit au XIXe siècle, est baptisé « Kanitz » en mémoire du ministre de la Guerre.

### Famille
Kanitz est marié depuis le 11 novembre 1816 à Luise, comtesse von der Schulenburg de la maison Beetzendorf (1799-1830). Le mariage a sept enfants, dont :
- Maria Anna (1817-1889) mariée en 1845 avec Iwan Heinrich Maximilian von Scherer-Scherburg (mort en 1848) ;
- Clara (1819-1862) mariée avec Wilhelm Hoffmann (de) (1806–1873), théologien protestant ;
- Mathilde (1821-1890) marié le 11 septembre 1838 avec Friedrich von Friesen (de) (1796-1871) ;
- Rudolf (de) (1822-1902), général de division prussien ;
- Rosalie (née en 1824), dame d'honneur de la reine de Prusse ;
- Agnes (née en 1826) mariée en 1851 avec Konrad Karl Finck von Finckenstein (de) (1820-1900).